# 신날새
신날새(1985년 7월 14일~)는 대한민국의 국악연주가이다. 학력은 한국예술종합학교 해금 학사이다. 데뷔는 2006년 1집 앨범 [After Yesterday]로 하였다.

## 학력
- 2001년 ~ 2004년 국립국악고등학교 해금 졸업
- 2004년 ~ 2008년 한국예술종합학교 해금 학사

## 음악 활동

### 정규 앨범
- After Yesterday (2006년 발매)
- 1집 해금 in Melodies (2007년 발매)
- 2집 해금 In Paradiso (2009년 발매)
- 해금...피아노를 만나다... (2012년 발매)
- 그대에게 보내는 편지 (2013년 발매)
- 고향의 봄 (2014년 발매)
- 2.5집 회상 (2014년 발매)
- 해금 Meets 피아노 (2016년 발매)
- 너를 처음 본 그 해 봄날 (2017년 발매)
- One Fine Spring Day (2017년 발매)
- Beloved (2017년 발매)
- 3집 시간을 달리다 (2017년 발매)

### 공연
- 2016년 《스트라디움 라이브 - 해금 연주자 신날새 STRADEUM》
- 2017년 《마이클 호페 힐링 콘서트 “내 인생의 순간들” - 구미》 - 강동문화복지회관 천생아트홀
- 2017년 《마이클 호페 힐링 콘서트 “내 인생의 순간들”》 - 한전아트센터
- 2017년 《신날새 해금 콘서트》 - 백암아트홀
- 2017년 《톤 스튜디오 라이브 -탱고 X 해금》 - 홍대 톤 스튜디오
- 2018년 《아이와 함께하는 마음 힐링콘서트 - 전수연의 피아노 숲》 - 스페이스 바움